# Vatten och sanitet i Uganda

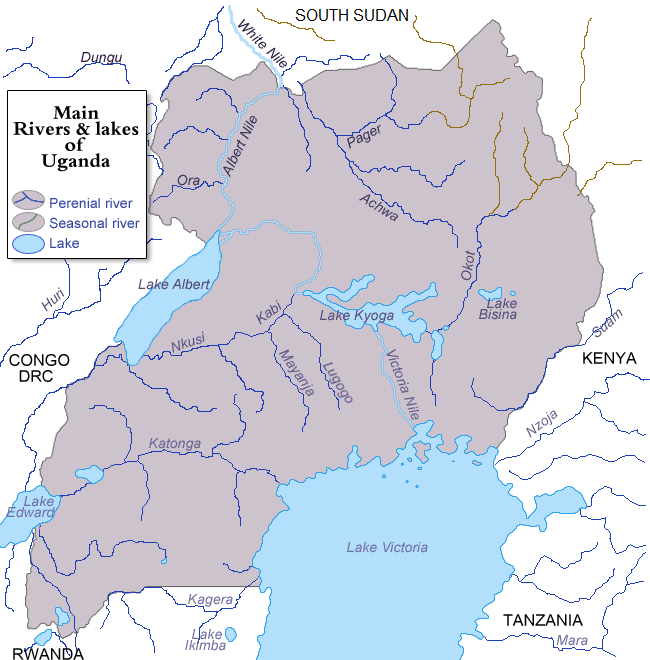
Sjöar och floder i Uganda

Vatten och sanitet är ett område som är prioriterat i Ugandas övergripande plan för fattigdomsbekämpning, "2004 Poverty Eradication Action Plan" (PEAP). 

## Vattentillgång
Uganda har som helhet mer än tillräckligt färskvatten. Uppskattningar som gjorts tyder på att det finns 55 kubikkilometer förnybart färskvatten per år, eller omkring 2800 kubikmeter per person och år. Vattnet fördelas dock ojämnt, såväl geografiskt som under året.
Ugandas floder, sjöar och våtområden täcker omkring arton procent av landets yta, varav en stor del utgörs av  Lake Victoria, Afrikas största sjö. Nästan hela landet ligger dessutom inom Nilens avrinningsområde.

## Vattenanvändning
Enligt PEAP används 12-14 liter färskvatten per person och dag på landsbygden. I tätorter med mer än 5000 personer uppskattas färskvattenanvändningen i genomsnitt till omkring 17 liter per person och dag.

## Bistånd
Uganda mottar bistånd från flera länder. En del av detta bistånd går till utveckling inom vatten- och sanitetssektorn.

## Historik
De första vattenledningarna i pipes färdigställdes under den brittiska kolonialtiden på 1930-talet. Vattenburna avloppsledningar introducerades efter 1937.